# 신 게임
신 게임(god game)은 위대한 지도자로서 신과 초자연의 힘이 있는 실체로서, 아니면 특정한 캐릭터가 없이(스포어에서처럼) 플레이어가 대규모로 게임을 통제하는 가공의 생활 게임이다.

## 정의
갓 게임은 가공의 생활 게임의 하위 장르이며, 여기서 플레이어는 초자연적인 힘을 이용하여 시뮬레이트된 숭배자들에 간접적인 영향을 주게 된다. 전략 비디오 게임의 하위 장르로 분류되기도 하지만 다른 전략 비디오 게임과 달리 플레이어들은 특정한 부대에 무엇을 하라고 지시할 수 없다. 이 장르는 건설경영 시뮬레이션 게임과는 구별되는데, 그 이유는 게임플레이가 초자연의 힘을 성장시키고 활용하여 이를테면 숭배자들에게 적을 정복할 목표를 주거나 자연 재해를 만드는 등을 통해 적에게 영향을 주는 것처럼 숭배자들에게 간접적으로 영향을 줌으로써 해결하기 때문이다. 갓 게임은 일반적으로 연산된 적에 대항하는 일인용 게임이지만 일부 게임은 여러 라이벌 플레이어 간 경쟁을 수반하기도 한다.